# Ordre professionnel de la physiothérapie du Québec
 (juillet 2012).
L'Ordre professionnel de la physiothérapie du Québec (OPPQ) est l'ordre qui regroupe les physiothérapeutes et les thérapeutes en réadaptation physique au Québec,.

## Mission
La mission de l'OPPQ est d'assurer la protection du public, la qualité des services professionnels fournis par les physiothérapeutes et les thérapeutes en réadaptation physique, et le développement de la profession.

## Conseil d'administration
Le conseil d'administration est composé de vingt-quatre administrateurs, dont le président de l'Ordre Dennis Pelletier.

## Voir Aussi

### Articles  connexes
- Physiothérapie
- Physiothérapeute
- Thérapeute en réadaptation physique